# جیم مویر
جیم مویر (به انگلیسی: Jim Moir) با نام مستعار ویک ریویز (به انگلیسی: Vic Reeves)(زاده ۲۴ ژانویهٔ ۱۹۵۹) کمدین، بازیگر، هنرمند و مجری تلویزیون انگلیسی است.
از کارهای معروف او می‌توان به بازی در فیلم چرچیل: سال‌های هالیوود اشاره کرد.